# Poeciloderma lepturoides
Poeciloderma lepturoides is een keversoort uit de familie boktorren (Cerambycidae). De wetenschappelijke naam van de soort is voor het eerst geldig gepubliceerd in 1857 door Jacquelin du Val in Sagra.